# Zeitschiene
Eine Zeitschiene ist die chronologische oder auf andere Weise vorgegebene Reihenfolge von Ereignissen.
In Programmzeitschriften hat sich die Zeitschiene bei der Programmdarstellung etabliert, bei der zeitgleiche Programmteile nahezu in einer waagrechten Linie stehen. So ist z. B. im deutschen Fernsehen die Hauptsendezeit die Zeitschiene von 20:15 bis 22:15 Uhr.